# Yakovlev Yak-130
Le Yakovlev Yak-130 (en russe : « Яковлева Як-130 », code OTAN Mitten) est un avion d'entraînement avancé russe. Il est prévu pour remplacer les Aero L-29 Delfin et L-39 Albatros.
La qualification en tant qu'avion d'entraînement avancé eut lieu en novembre 2007, celle d'entraînement au combat en 2009.

## Conception
Au début des années 1990, cinq bureaux d'études russes ont soumis des projets d'avion biplace capable d'effectuer aussi bien des missions de chasse légère, d'appui feu, de reconnaissance que d'entraînement. Parmi ces projets, deux sortent du lot le MiG-AT de Mikoyan-Gourevitch et le Yak-130 de Yakovlev, initialement nommé Yak-UTS. Celui-ci fut présenté à la presse le 30 novembre 1994. Cependant, il n'effectua son premier vol que le 25 avril 1996 sur la base de Joukovski. Il rejoignit ensuite l'Italie à l'été 1997, il était prévu que l'avion soit assemblé par Aermacchi sous la désignation Yak/AEM-130.
Trois prototypes furent construits pour la qualification de l'appareil. La qualification préliminaire permettant son utilisation par l'armée de l'air russe en tant qu'avion d'entraînement avancé fut attribuée en novembre 2007 par le centre d'essai en vol Glitz, à Akhtubinsk. La qualification pour l'entraînement au combat n'est pas attendue avant 2009. La phase d'homologation a en fait pris six mois de retard à cause du crash du troisième prototype le 26 juillet 2006.
Cette première qualification permet le lancement de la production des douze premiers exemplaires de série. Le 19 mai 2009, le premier des douze appareils destinés aux forces aériennes russes a effectué son premier vol. Il devrait entrer en service en juin. À terme, ils devraient être affectés à la base d'entraînement de Kachinskoye.
Le prototype était propulsé par des Klimov RD-35M mais les avions de série sont équipés d'AI-222, conçus par le bureau d'étude ukrainien Ivtchenko-Progress mais fabriqués en Russie par FGUP Salut.
En 1998, les espoirs visaient la fabrication de 1 300 appareils d'entraînement et de 770 pour l'appui feu.

## Description
Le Yak-130 est un avion biréacteur à ailes médianes en flèche. Il est doté d'un train d'atterrissage tricycle et d'un cockpit en tandem. Il est équipé de trois points d'emport externes sous chaque aile.
Il possède deux écrans multifonctions (3 à l'export), un système GLONASS (l'équivalent russe du GPS) et son système permet de simuler toutes les armes en service en Russie. Il est capable de simuler les caractéristiques de chasseurs modernes, y compris de 5e génération. La cellule peut encaisser entre +8G et -3G. L'appareil peut opérer à partir de terrains mal ou peu préparés, et voler à un angle d'incidence supérieur à 42°.
Le Yak-130 dispose de 9 points d'emport, dont 3 sous chaque aile, pour une charge de 3 000 kg. Il possède un radar Osa développé par Zhukovsky, capable de suivre 8 cibles et d'en prendre à partie 4. Il peut être équipé du radar Kopyo à la place. Il emporte des leurres, un détecteur d'alerte radar et un brouilleur. Une nacelle de guidage Platan peut être montée, et il peut employer des missiles air-air Vikhr, R-73, AIM-9L, Magic 2, ou air-sol Kh-25ML, AGM-65 ; des bombes de 50, 250 kg ou à sous-munitions ; des roquettes B-8M ou B-18 ; une nacelle pour canon GsH-23 ou un canon GsH-301.

## Utilisateurs
- Algérie : 16 Yak-130UBS (Usuel Biplace Strike) livrés[3].
- Bangladesh : 14 exemplaires ont été commandés à la fin de l'année 2013 avec une option sur 10 appareils supplémentaires[4],[5]. Les six premiers appareils ont été livrés en octobre 2015[6],[7]. Un lot de 5 exemplaires a ensuite été livré en décembre 2015 puis un dernier lot de 5 appareils au début de l'année 2016[8]. Le contrat de 800 millions de dollars est financé grâce à un crédit du Kremlin sur la base de garanties souveraines pour un montant total d'un milliard de dollars[4],[7]. Ils remplacent les avions-écoles Aero L-39 Albatros.
- Biélorussie : Un premier contrat d'acquisition de 4 appareils (no 71 à 74) est signé en décembre 2012[9] pour une livraison en avril 2015[10]. Un second lot de 4 avions (no 75 à 78), commandé en 2015[11] a été réceptionné en novembre 2016[12]. Un troisième lot de quatre appareils a été livré en mai 2019 portant le nombre total à 12 exemplaires[13]. Ils remplacent les avions-écoles Aero L-39C Albatros mais seraient aussi utilisés pour les frappes de précision en l'absence d'alternative dans la Force aérienne et de défense aérienne de la République de Biélorussie[12].
- Birmanie : 12 exemplaires commandés en 2015 dont 3 livrés en 2016 (no 1801 à 1803)[14], complétés par un second lot en 2018[15],[16] (no 1804 à 1806) et un troisième à la fin de l'année 2018 (no 1807 et 1808)[17]. Une commande supplémentaire de six appareils est livrée en décembre 2019[18]. Bien que destinés initialement aux entraînements, les appareils soient destinés à des missions d'attaques au sol en remplacement des Nanchang Q-5 et des Shenyang J-6 impliqués dans le conflit dans l'État d'Arakan[18].
- Iran : La Force aérienne de la République islamique d'Iran a montré son intérêt pour l'achat d'avion d’entraînement Yak-130 en 2016[19]. Les deux premiers exemplaires livrés sont dévoilés le 2 septembre 2023[20].
- Laos : 10 exemplaires seraient commandés[21]. Les 4 premiers exemplaires (no 44 à 46 et un 4e numéro)[17] ont été réceptionnés à la fin de 2018 par la Force aérienne de l'Armée de libération populaire du Laos à la suite d'un contrat signé en 2017[22]. Ils sont stationnés sur l’aérodrome militaire de Vientiane et sont destinés à l’entraînement des pilotes. Un second lot d'au moins 2 exemplaires a été livré en janvier 2019[21].
- Russie : En mai 2008, 62 appareils ont été commandés (sans compter les 3 prototypes) mais le besoin exprimé est de l'ordre de 300 appareils[23], 30 nouveaux avions ont été commandés en 2016 pour une livraison annoncée à la fin de l'année 2018[24]. Par ailleurs, 12 appareils sont utilisés par une  nouvelle patrouille acrobatique russe, dénommée Krylia Tavridy (Ailes de la Tauride) en l'honneur de la Crimée[25]. Les appareils sont stationnés au centre de formation des pilotes Tchkalov de Borissoglebsk (oblast de Voronej)[26],[27],[28]. Cependant les appareils souffrent d'une faible disponibilité puisque seulement 40 % sont aptes aux vols. Les mécaniciens ne seraient pas suffisamment formés pour les entretenir[29].
- Syrie : Commande avortée. 36 exemplaires ont été commandés pour un montant de 550 millions de dollars en décembre 2011[30]. À la suite de la réception d'un premier acompte de 100 millions de dollars en juin 2013, 9 exemplaires devraient être livrés d'ici la fin 2014, puis 12 en 2015 et 15 en 2016[31] mais en 2019 aucun n'était livré[32].
- Viêt Nam : La Force aérienne populaire vietnamienne qui cherche à remplacer ses Aero L-39 Albatros pour former ses pilotes avant leur passage sur les Sukhoi Su-30MK2 commande douze Yak-130 pour 350 millions de dollars fin 2019[33].

## Clients potentiels

### Échec
- Irak : Le Yak-130 a perdu le contrat de fourniture de 24 avions écoles pour la Force aérienne irakienne au profit du KAI T-50 Golden Eagle qui sera dénommé T-50IQ[34],[35],[36]. Le Yak-130 était aussi en compétition avec le BAe Hawk MK-128 et le Aero L-159 Alca.

## Accidents
Le Yak-130 souffrirait d'une mauvaise réputation au sein de l'Armée de l'air russe en raison de plusieurs crashs ayant entraîné un arrêt temporaire des livraisons d’appareils.
- Le 11 juillet 2017, un Yak-130 de l'Armée de l'air du Bangladesh s'écrase vers 14h15 dans le district de Chittagong au cours d'une mission d’entraînement[38]. Les deux pilotes ont pu s’éjecter de l'appareil.
- Le 16 septembre 2017, un Yak-130 no 49 de l'Armée de l'air russe (numéro de construction 130.11.01-1019) s'écrase près de la ville de Borissoglebsk dans l'oblast de Voronej[39],[40]. Les deux pilotes ont pu s’éjecter de l'appareil.
- Le 27 décembre 2017, deux Yak-130 de l'Armée de l'air du Bangladesh s'écrasent après une collision dans le district de Cox's Bazar lors d'une mission d’entraînement[41]. La collision (18h30) a eu lieu peu après leur décollage (17h55) de la base aérienne de Zahurul Haque. Les quatre aviateurs ont pu s'éjecter avant la collision et ne souffrent que de blessures légères[8].
- Le 12 avril 2018, un Yak-130 de l'Armée de l'air russe s'écrase vers 9h40 près de la ville de Borissoglebsk dans l'oblast de Voronej[39]. L’appareil a connu des problèmes de motorisation obligeant les deux pilotes à s'éjecter[37].
- Le 19 mai 2021, un Yak-130 de la Force aérienne et de défense aérienne de la République de Biélorussie s'écrase vers 13h30 dans la ville de Baranavitchy causant des dommages mineurs à une maison de la ville. Les deux pilotes ont réussi à s'éjecter mais sont morts[42].
- Le 9 mai 2024, un Yak-130 de l'Armée de l'air du Bangladesh percute la piste pendant une séance de voltige avant de reprendre son vol, son réacteur prend feu et il s'écrase dans le fleuve Borgang au sud de la ville de Chittagong. Les pilotes se sont éjectés[43]. Un est mort de ses blessures[44].

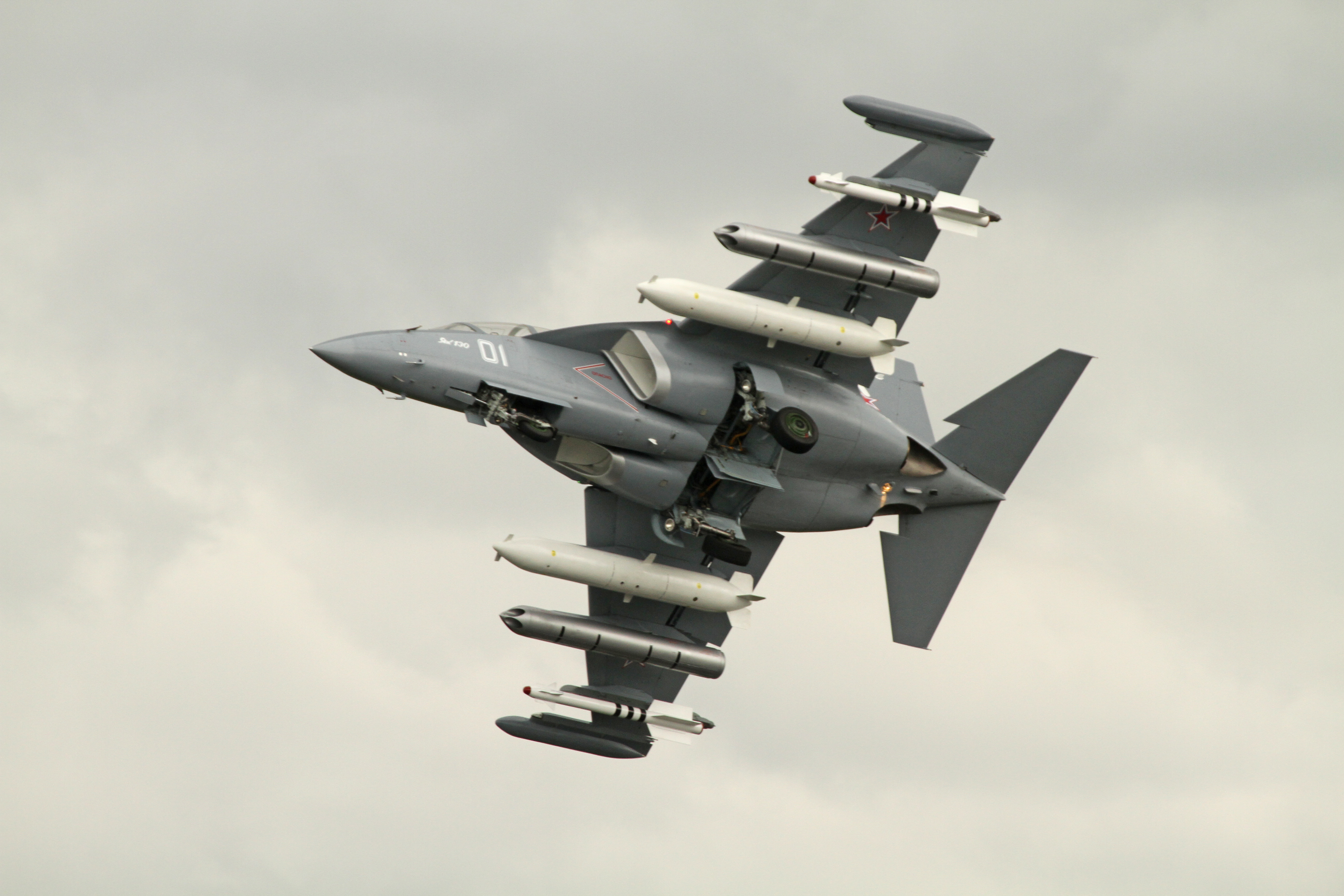
Yak-130 russe en démonstration au Royal International Air Tattoo de 2012
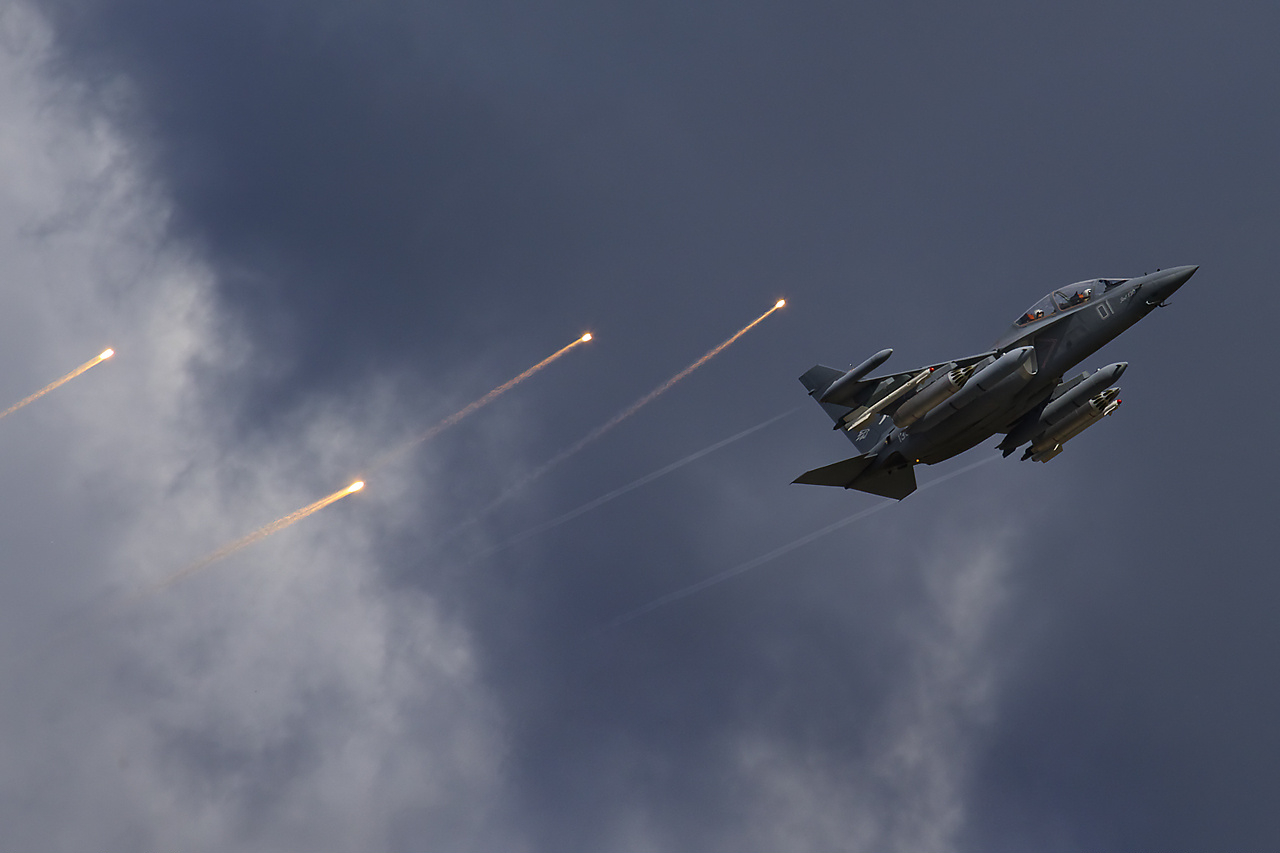
Yak-130 russe en 2009
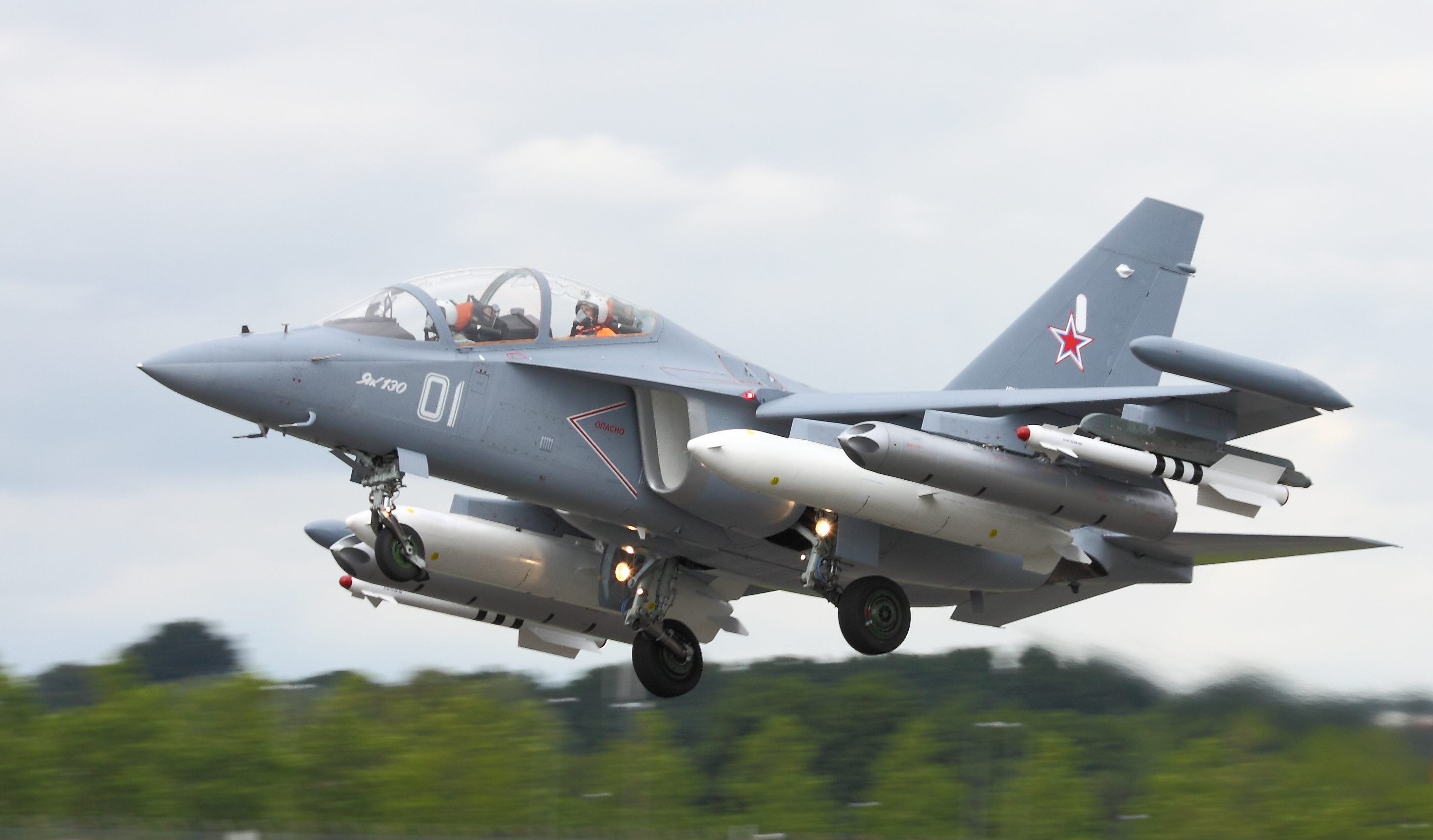
Yak-130 russe au Salon aéronautique de Farnborough le 9 juillet 2012,
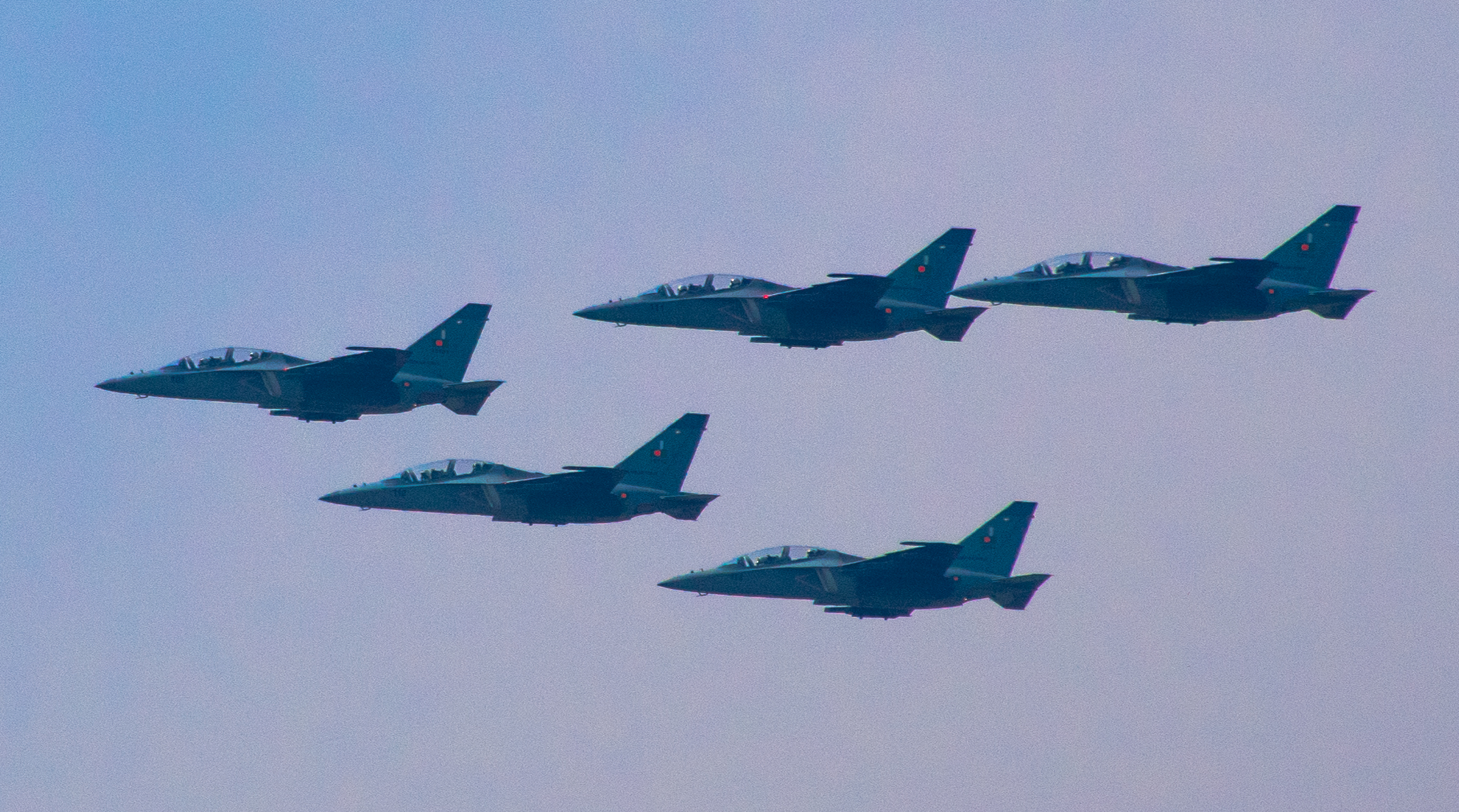
Formation de Yak-130 de l'Armée de l'air du Bangladesh le 16 décembre 2016.

## Sources
- Pierre Gaillard, Avions et hélicoptères militaires d'aujourd'hui, Clichy/Paris, éditions Larivière, coll. « DOCAVIA », 1999, 304 p. (ISBN 2-907051-24-5)
- Guillaume Steuer, « Le Yak-130 montre patte blanche en Russie », Air et Cosmos, no 2101,‎ 23 novembre 2007, p. 55 (ISSN 1240-3113)

## Voir aussi

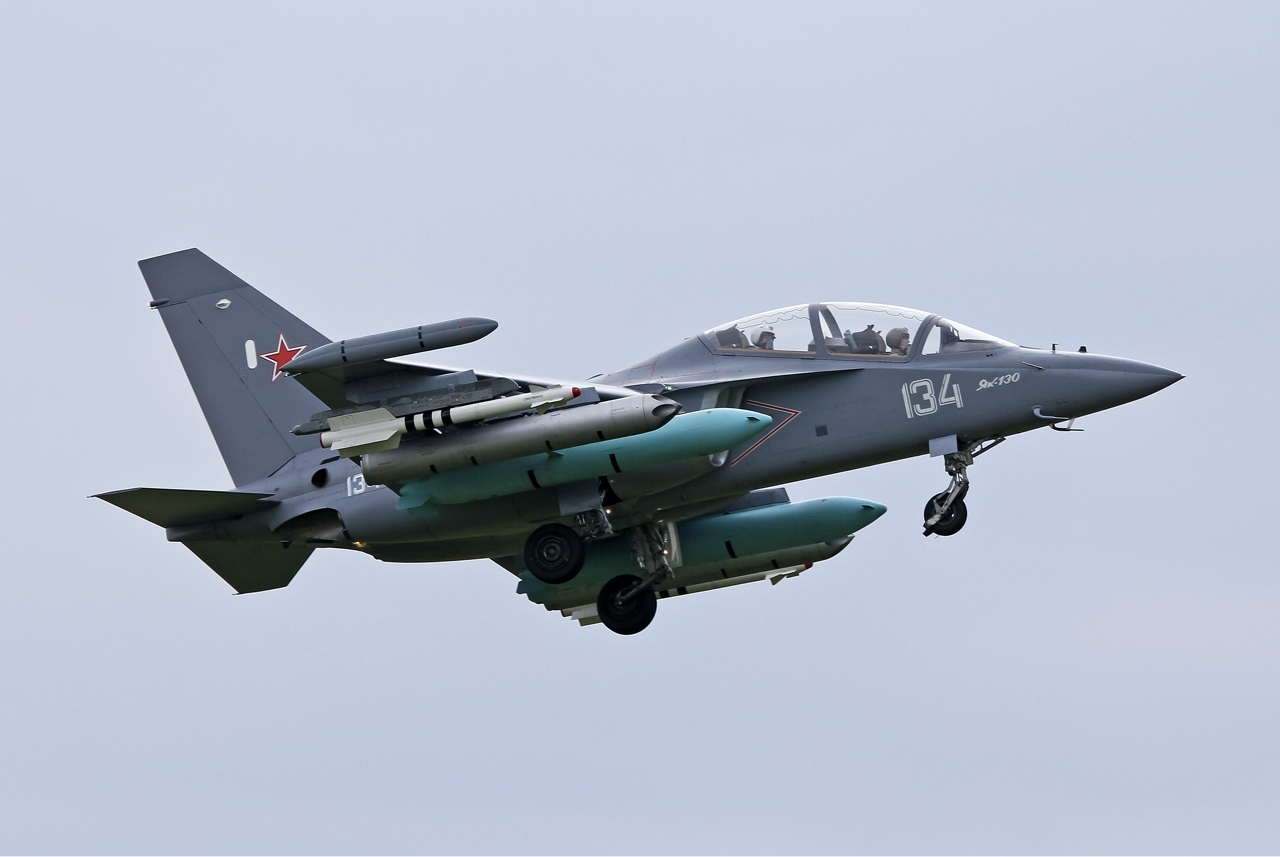
Yak-130

### Développement lié
- Aermacchi M-346
- Hongdu L-15 (en)

### Aéronefs comparables
- EADS Mako HEAT
- Alpha Jet
- BAe Hawk
- HAL HJT-36 Sitara
- Mikoyan-Gourevitch MiG-AT
- Airbus Future Jet Trainer

### Ordre de désignation
Yak-112 (en) - Yak-130 - Yak-141